# ON design
ON design (オンデザイン)とは、日本の建築設計事務所。横浜市の馬車道にある。建築では住宅を中心に、各種施設や、まちづくりなど、その他に家具など、デザイン関連業務を幅広く展開している。
作品に、アーティストアパートメント「ヨコハマアパートメント」や農業レストラン「六本木農園」。"9坪ハウス キュウヘヤ" W邸。「フローティング・ボックス」「写真スタジオのある家」「紅葉坂の家」、など。
主宰の西田司 (建築家)（1976年-　）は神奈川生まれ 1999年 横浜国立大学工学部建築学科卒業。1999年 建築設計スピードスタジオ設立し共同主宰。2002年から、東京都立大学大学院助手。2004年から、オンデザインパートナーズに。2000年 「西田邸」で、東京建築士会住宅奨励賞。2000年 TEPCO快適住宅コンテスト入選。